# 2,3-dimethylbutaan
2,3-dimethylbutaan is een niet-lineair alkaan met als brutoformule C6H14. Het is een kleurloze vloeistof, die onder atmosferische druk kookt bij 57,9 °C.

## Isomeren
Doordat deze stof zes koolstofatomen heeft, zijn er ook een aantal isomeren mogelijk:
- 2,2-dimethylbutaan
- 2-methylpentaan
- 3-methylpentaan
- Hexaan